# 九龙对囊蕨
九龙对囊蕨（学名：Deparia jiulungensis）也称九龙蛾眉蕨，为蹄盖蕨科对囊蕨属下的一个植物种。